# 魚崎町

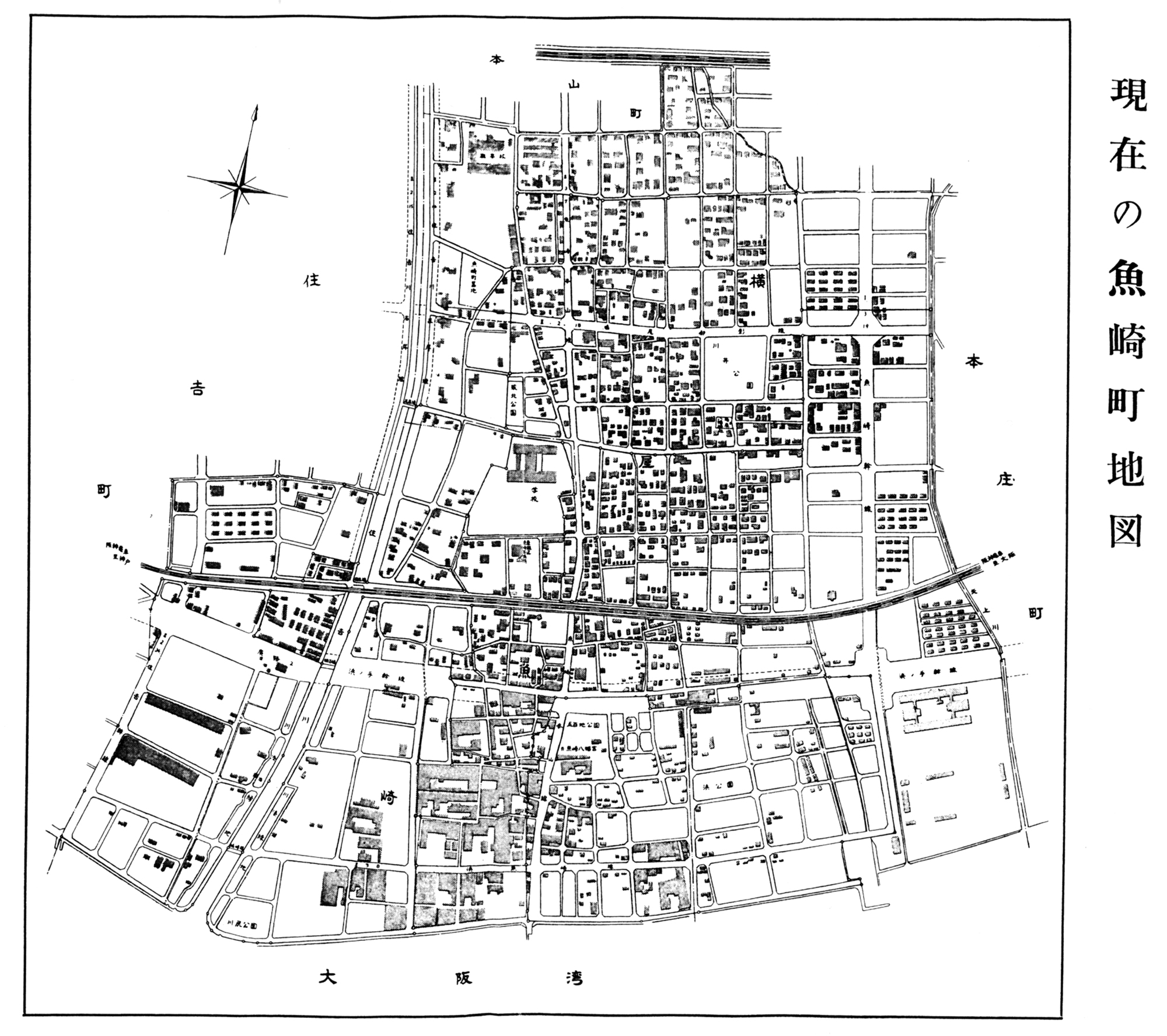
神戸市との合併直前の魚崎町（『魚崎町誌』より）

魚崎町（うおざきちょう）は、兵庫県武庫郡に属した町で、1914年（大正3年）5月に魚崎村から単独町制施行により成立し、1950年（昭和25年）に同県神戸市に併合されて東灘区の一部となった。
現行町名（昭和44〜45年制定）では魚崎南町、魚崎中町、魚崎北町、魚崎西町および甲南町3・4・5丁目の各一部が旧町域にあたる（魚崎浜町は人工島であり、当時は存在しなかった）。
魚崎村は市町村制施行時に、商家の多かった魚崎村（住吉川河口部両岸）と農村地帯である横屋村（住吉川左岸から天上川河口右岸の間）が合併して成立した。両地域とも町村制時代に著しく都市化が進み、空襲の被害を激しく蒙ったが、富豪の屋敷の跡地に住宅が立ち並んで、復興は進んだ。

## 役場

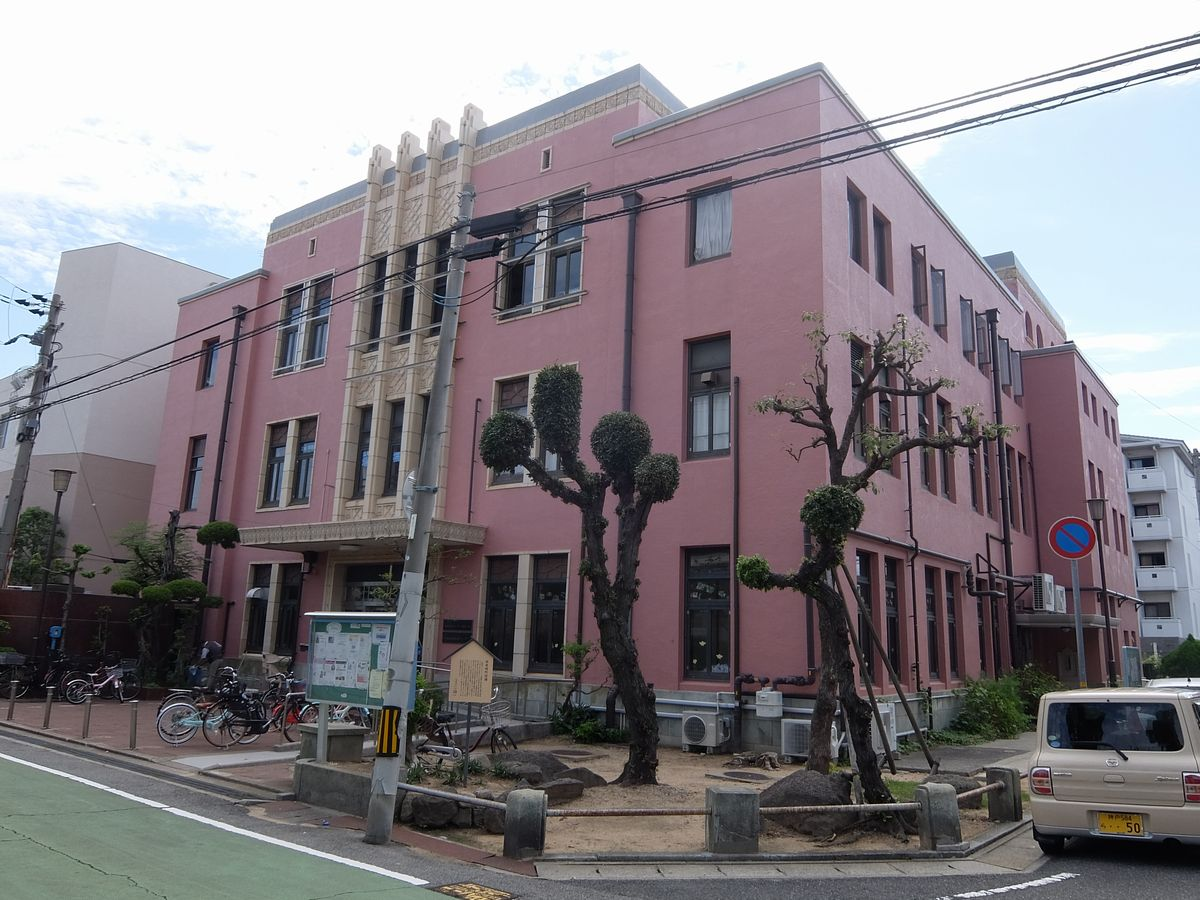
旧魚崎町役場（2018年現在、東灘区民センター小ホール）

戸長制時代から神戸市への合併までの間に役場は4回移動している。
1. 魚崎字西浜田四三八小学校々庭内：期間不詳
2. 魚崎字東下三反田一六五番地：時期不詳 - 1909年（明治42年）
3. 魚崎字東下三反田一七七番地：1909年（明治42年） - 1938年（昭和11年）
4. 横屋字石田六二七番地：1938年（昭和11年） - 1950年（昭和25年）

最後の町役場は合併後は東灘区役所魚崎出張所、1957年（昭和32年）7月から東灘市民病院、1972年（昭和47年）9月から中央市民病院東灘診療所、1976年（昭和51年）からは東灘文化センター、1992年（平成4年）からは東灘区民センター小ホールとして使用中。東灘旧5町村の役場のうち最後まで残る。現住所：兵庫県神戸市東灘区魚崎中町4丁目3-16。

## 歴代首長

### 村制時代
1. 雀部孝二郎 1888年（明治21年）4月1日 - 1890年（明治23年）4月22日
2. 岡金三郎 1890年（明治23年）4月6日 - 1896年（明治29年）6月10日
3. 松井久太郎 1896年（明治29年）6月26日 - 1910年（明治43年）6月10日
4. 山邑太三郎 1910年（明治43年）7月14日 - （町制施行）

### 町制時代
1. 山邑太三郎 （町制施行） - 1914年（大正7年）7月22日
2. 山邑喜三郎 1914年（大正7年）7月23日 - （大正11年）7月22日
3. 山路久治郎 1922年（大正11年）8月10日 - 1930年（昭和5年）8月9日
4. 吉岡貞吉 1930年（昭和5年）11月2日 - 1932年（昭和7年）10月7日
5. 山路久治郎 1932年（昭和7年）12月16日 - 1936年（昭和11年）12月16日
6. 加藤秋一 1936年（昭和11年）12月18日 - 1937年（昭和12年）12月28日
7. 森川都太 1938年（昭和13年）3月7日 - 1946年（昭和21年）10月19日
8. 山邑喜三郎 1946年（昭和21年）10月28日 - 1947年（昭和22年）2月28日
9. 山路久治郎1947年（昭和22年）4月8日 - 1949年（昭和24年）3月31日
10. 岩井義男 1949年（昭和24年）4月1日 - 1950年（昭和25年）3月31日

### 首長代理及事務管掌
- 山本長兵衞（村長代理） 1910年（明治43年）6月11日 - 7月13日
- 岩崎謙治郎（町長代理） 1930年（昭和5年）8月10日 - 11月1日
- 筏鹿一（職務管掌） 1930年（昭和5年）8月10日 - 11月1日
- 岩井義男（町長代理） 1947年（昭和22年）3月1日 - 4月7日
- 岩井義男（助役）1947年（昭和２２年）４月８日　-　1949年（昭和24年）３月３１日
- 岩井義男（初代　魚崎財産区議長）1950年（昭和２５年）４月１日　-

## 村制・町制時代の出来事
- 1889年（明治22年） - 市町村制施行に伴い、菟原郡魚崎村、横屋村、西青木村飛錯地、野寄村飛錯地、田中村飛錯地を合併して魚崎村とする。
- 1893年（明治26年） - 天然痘流行。発病4名、死亡1名。
- 1895年（明治28年） - 村民がはじめて自転車を保有。
- 1896年（明治29年）
  - 3月 - 東海道本線大阪‐神戸間複線化。
  - 4月1日 - 菟原郡が八部郡とともに武庫郡に編入され、以後武庫郡に属することとなった。
- 1899年（明治32年） ‐ スタンダード石油会社、横屋に石油倉庫と小碇泊場新設。
  - 6月8日 - 住吉川堤防決壊し、田畑一町三反歩に土砂侵入。
- 1901年（明治34年）4月29日 - 横屋沖に停泊中の石油船アルテーライス号が発火。4日後に自然鎮火。
- 1903年（明治36年）4月1日 - 小学校に高等科併置、小学校内に魚崎町立裁縫学校設立。
- 1904年（明治37年） - 横屋ゴルフ・アソシエーションが設立される。日本で2番目のゴルフ場。
- 1905年（明治38年）4月12日 - 阪神電気鉄道線（現・阪神本線）開業、魚崎駅開設。
- 1906年（明治39年） - 山邑太左ヱ門私設電話架設。
- 1908年（明治41年）10月5日 - はじめて電燈が点く。
- 1913年（大正2年）
  - 8月 - 神戸ガス会社が反高橋上手にガス導管架設。
  - 電話通じる。
- 1914年（大正3年）5月 - 町制施行し魚崎町となる。
- 1915年（大正4年）
  - 4月4日 - 私立魚崎幼稚園開設。
  - 8月13日 - 下水道起工式。
- 1917年（大正6年）2月 - 9つの溜池が町に譲渡。
- 1918年（大正7年）
  - 3月26日 - 町立魚崎幼稚園設立認可。
  - 9月25日 - 住吉川改修工事（魚崎町、住吉村、本山村3ヶ町村合同）着手。
- 1920年（大正9年） - 関東大震災被災地へ町から義捐金・慰問袋・食料などを発送。
  - 9月23日 - 住吉川改修工事竣工。
- 1922年（大正11年） - 字東下三反田七五ノ一に公設市場設立。
  - 10月1日 - 住吉村との境界を変更。
- 1924年（大正13年）
  - 3月4日 - 徽章制定。
  - 10月5日 - 町制施行満十周年記念祝賀会。
- 1925年（大正14年）
  - 4月1日 - 第一回国勢調査：1,351世帯、6,319人。
  - 12月13日 - 魚崎、横屋、本山の3ヶ町村による唐櫃村（当時の有野村唐櫃、現神戸市北区有野町唐櫃）入会権解消、保証金8万5千円。
- 1926年（大正15年）4月 - 町立商業実習学校始業式
- 1927年（昭和2年）
  - 5月 - 阪神国道開通。
  - 7月1日 - 阪神国道電車開通。
  - 10月24日 - 私立灘中学校創立。
- 1928年（昭和3年）
  - 3月24日 - 六甲山大火、魚崎町消防組頭尾角昇、消防手船越与一の2名が殉職し、町葬を行う。
  - 11月10日 - 魚崎八幡神社で即位大礼報告祭。小学校において大礼奉賀会、高齢者に記念品贈呈。
- 1929年（昭和4年）
  - 4月 - 阪神国道バス開通。
  - 7月 - 阪神電車、魚崎‐石屋川間の高架線竣工。
- 1931年（昭和6年） - スタンダード石油が揮発油タンクを町への諮問なしに建設。町長ら抗議のため上京。
- 1932年（昭和7年）
  - 3月 - 阪神旧国道バス開通。
  - 10月17日 - 揮発油タンク問題で議員との折り合いがつかず、吉岡町長辞任。
- 1933年（昭和8年）
  - 3月31日 - 私立増谷高等家政女学校が御影町から移転。
  - 6月3日 - 尚歯会折詰中毒事件。
- 1934年（昭和9年）
  - 7月10日 - 省線電化。
  - 9月21日 - 室戸台風による暴風雨。海岸の防波堤が決壊したほか[1]家屋破壊浸水千余戸、罹災者3千名。
- 1935年（昭和10年）
  - 8月1日 - 町立青年訓練書、同商業実習学校をやめ、町立青年学校設置。
  - 12月31日 - 町営公設市場廃止。
- 1937年（昭和12年）
  - 12月10日 - 浜横屋の揮発油タンクを撤去し、和歌山県下津港へ曳航。
  - 12月11日 - 南京陥落祝賀提燈行列。
- 1938年（昭和13年）
  - 7月5日 - 阪神大水害、住吉川氾濫、堤防決壊し、死者2、負傷者353、家屋破壊・浸水2,112戸。
  - 11月19日 - 武漢陥落につき小学校にて祝賀奉祝会。橿原神宮建国奉仕隊、町長ほか153名出発。
- 1939年（昭和14年）
  - 7月7日 - 小学校にて興亜征戦二周年記念式。
  - 8月1日 - 興亜奉公日につき黎明動員、参加者1,600名。
  - 秋 - 第一期 防潮堤工事（魚崎・住吉海岸）完成。
- 1940年（昭和15年）
  - 6月1日 - 町役場にて砂糖切符制第一回配給。
  - 10月10日 - 出征遺家族を神戸相生座に招待。
  - 10月12日 - 町役場で甲南市（仮称）市制委員会。
- 1941年（昭和16年）
  - 1月16日 - 魚崎・本山・本庄3ヶ町村、市制施行に関して県内政部長に上申書提出。
  - 3月20日 - 神戸市総務部長、合併問題について来町懇談。
  - 12月21日 - 魚崎八幡にて大東亜戦争必勝町民大会。
- 1942年（昭和17年）
  - 2月18日 - 魚崎国民学校校庭にてシンガポール陥落記念祝賀会。
  - 4月18日 - 空襲警報発令。
  - 5月11日 - アメリカ機神戸空襲。
  - 8月5日 - 町役場にて上水道起工式。
- 1944年（昭和19年） - 各町内会より飛行場の勤労挺身隊および石炭増産挺身隊出動。
  - 9月17日 - 大風水害。
- 1945年（昭和20年）
  - 5月11日 - 空襲による死者60人負傷者23人。
  - 6月5日 - 空襲の死者7人負傷者112人。
  - 6月20日〜21日 - 国民学校生徒222名が鳥取県へ疎開。
  - 8月6日 - 空襲の死者41人負傷者101人。
  - 8月15日 - 敗戦、町内会は自警団を組織。
  - 10月16日〜17日 - 疎開児童が帰還。
- 1946年（昭和21年）
  - 3月 - 発疹チフス予防のためDDTを全町へ散布。
  - 8月22日 - 国民健康保険組合魚崎病院診療開始。
  - 11月13日 - 町役場にて新憲法発布式。
- 1948年（昭和23年）6月10日 - 魚崎町立魚崎保育園開園。
- 1949年（昭和24年）
  - 2月23日 - 神戸市合併問題について公聴会。
  - 11月21日、29日 - 第一回組合競馬。
- 1950年（昭和25年）
  - 1月10日、15日 - 第一回七ヶ村組合営鳴尾競輪。
  - 3月3日 - 神戸市合併調印。
  - 3月24日 - 県知事より合併許可
  - 4月1日 - 住吉村、御影町とともに東灘区として神戸市へ編入された。
    - この時、合併時点での魚崎町の財産の一部は魚崎財産区に引き継がれ[2]、今日に至っている。
    - 魚崎財産区[3]の飛び地（野寄地区／本山町野寄を経て現在の西岡本）は、近隣のマンション開発事業(オーキッドコート ）に使用される
    - また、2024年3月現在、同財産区が管理運営する施設として、「横屋会館」・「魚崎会館」・「魚崎西町会館」・「魚崎わかばサロン」の4施設が使用されている。

## 字
魚崎村二十七字
1. 上深溝（かみふかみぞ）
2. 上今平（かみいまぺい）
3. 中三反田（なかさんたんだ）
4. 下三反田
5. 東上三反田
6. 西上三反田
7. 西下三反田
8. 東下三反田
9. 不明
10. 辻ノ内
11. 東屋敷
12. 上松原（まつばら）
13. 上獺川（うそがわ）
14. 下獺川
15. 下松原
16. 嶋崎
17. 大川添
18. 川添
19. 下川沿
20. 大外浜田（おおそとはまだ）
21. 西浜田
22. 外浜田
23. 五百池（いおじ）
24. 中浜田
25. 浜田
26. 深溝
27. 物置場

横屋村三十六字
1. 内田
2. 六反田
3. 八ノ坪（はちのつぼ）
4. 久我田（くがた）
5. 松本（まつもと）
6. 井手（いで）
7. 劒キ（つるぎ）
8. 丁ノ坪（ちよのつぼ）
9. 川中
10. 井ノ上
11. 切杭（きりくい）
12. 真福（まふく）
13. 堂後（どうご）
14. 西ノ坪
15. 瀬戸（せど）
16. 荒堀（あらほり）
17. 道下（みちした）
18. 石夕（こくしゃく）
19. 宮ノ西
20. 寺の西
21. 古屋敷（ふるやしき）
22. 西田
23. 北西田
24. 沢村
25. 西浜
26. 酉新田（とりしんでん）
27. 巳新田
28. 喜斉（きさい）
29. 川原新田（かわはらしんでん）
30. 大川原（おおがわら）
31. 青木前（あおきまえ）
32. 溝崎（みぞさき）
33. 高田
34. 南小路（みなみしょうじ）
35. 北小路
36. 神楽岩（かぐらいわ）

## 交通機関

### 鉄道
- 魚崎駅 - 阪神本線
- 灘高等学校前 - 阪神国道線

### 道路
- 国道2号

領域内には現在の国道43号が開設されたが、国道指定は神戸市への合併後の1953年である。